# گل زرد عبدی

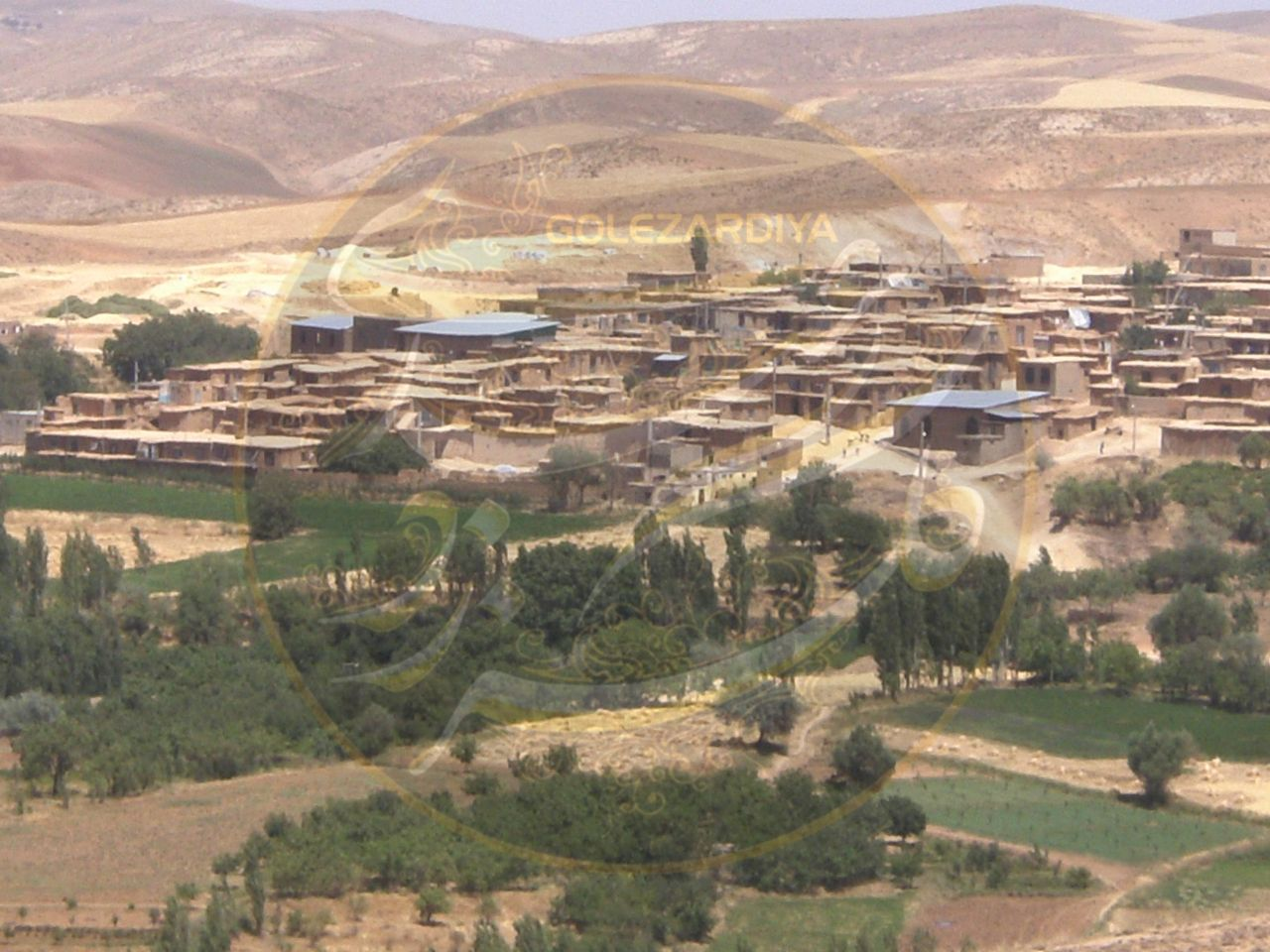

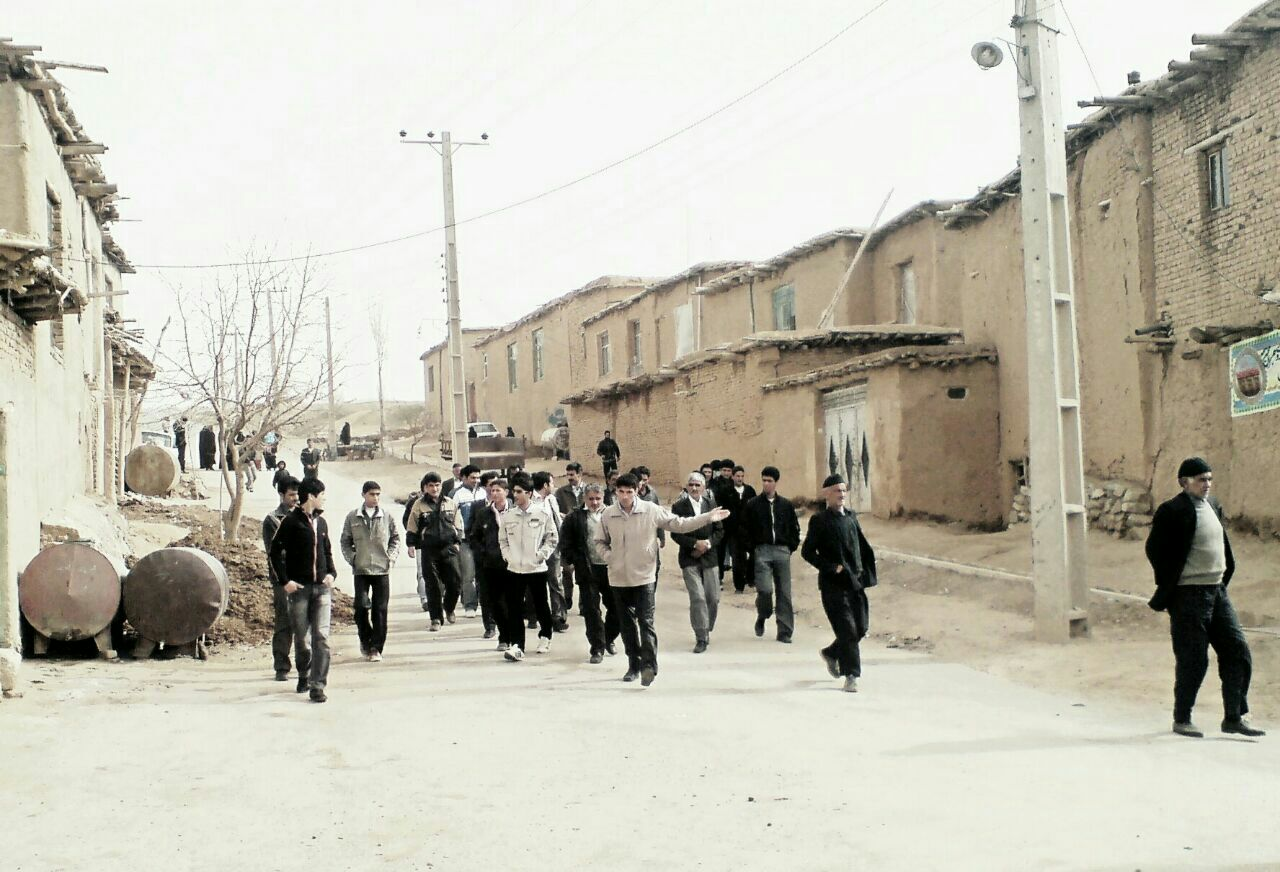

گل زرد عبدی روستایی در دهستان مالمیر بخش سربند شهرستان شازند استان مرکزی ایران است.

 
تاریخ تاسیس  900 شمسی میباشید که از پس نیز عده ای به این روستا مهاجرت کردند .
مؤسس گلزرد مرحوم عبدی اهل تلخستان بوده
و زمینهای کشاورزی او در گلزرد فعلی قرار داشته است. 
عبدی در فصل کاشت، داشت و برداشت مجبور بوده روزها در زمینهای خود اتراق نماید و به خاطر بعد مسافت رحل اقامت داشته 
تا سالیانی بعد تصمیم می گیرد بطور دائم خود و فرزندانش در محل زمینهای خود مسکن بسازد و کوچ نماید. 
لذا اولین بنا را خودش در نزدیکی رودخانه همانجایی که آسیاب قدیم روستا بوده ایجاد و به مرور زمان نسلهای بعد به محل فعلی گلزرد نقل مکان می نمایند.            
```
«عبدی ها از اقوام آریا برزن یا همان قوم لر بختیاری میباشند.»
```

کشاورزی ، دامداری شغل اصلی ساکنین گلزرد و گیلاس ، گردو ، گندم عمده محصولات کشاورزی گلزردیا می باشد
روستای گلزرد عبدی ازنظر جغرافیایی در منتهیالیه ضلع جنوب غربی استان مرکزی واقع شده
است 
با تحولات انقلاب اسلامی خرید روستاهای اطراف و الحاق آنها به گلزرد حدودا دارای وسعتی
معادل 9 کیلومترمربع در ارتفاع بیش از 2611 متری از سطح دریاهای آزاد قرارگرفته است.
 
 
نامهای زمینهای کشاورزی
نامهایی که از دیرباز بر زمینهای کشاورزی و ناحیه کوهستانی آنها گذاشته شده و وجه آنها
 
الف. گل زرد بالا
 
ب. گل زرد دامون (پایین)
 
ج. بَّره نالی
 
د. غمشت گل
 
ه. کلیلون بالا و پایین
 
و. سووخ بلاغ
 
ز. اسل پَّهنه
 
ح. دره نوروزعلی
 
ط. سرآسیاب
 
ی. گیشکلی
 
ک. برافتو شرف
 
ل. دره یکه کان
 
م. دُقَّن دَّرَّسی )زیایمان( )دره(
 
ن. موسلی بالا و پایین
 
س. جین بلاغ )چشمهای که اجنه دارد( بالا و پایین
 
ع. چشمه نادی بالا و پایین
 
ف. قیطا چمین
 
ص. قارقالو )برف میماند روی برف(
 
کوههای گل زرد
 
الف. دوچو
 
ب. دره دُقُن دَّرَّسی
 
ج. یاطاق )جایی که گوسفندها را برای استراحت میخوابانند(
 
د. دیمزار بالا و پایین
 
ه. لونه گرگ
 
و. لونه روباه
 
ز. جاپادلدل
 
چشمههاو رودها و قناتهای گل زرد
 
 
الف. چشمه اوگاه
 
ب.چشمه قلادری
 
ج. چشمه قلا مینجایی
 
د. سووخ بلاغ
 
 
آبادیهای اطراف گلزرد عبدی
 
 
الف  قلا خان )قلعه خان(، قسمت جنوب
 
ب  هزارجریب، قسمت جنوب غربی
 
ج  ده عبدالله، قسمت جنوب شرقی
 
د  آق بولاغ )چشمه سفید(، قسمت شرقی
 
ه  نیازاغه، قسمت شمال
 
و  آبخشون قسمت شمال شرقی
 
و  قرقه و قله نو که در قسمت غربی گلزرد است.
 
در حال حاضر با خرید روستای قلعه نو و قسمت بسیاری از قرقه آنها به روستای گلزرد اضافه
و ادغام شده اند.
 
 
برگرفته از کتاب تاریخچه گلزرد نوشته دکتر متقی زاده
این لینک جهت آشنایی بیشتر با روستای گلزرد عبدی می باشد :
 صفحه اینستاگرام روستای گلزرد عبدی

## جمعیت
بر پایه سرشماری عمومی نفوس و مسکن در سال ۱۳۹۵ جمعیت این روستا ۲۱۷ نفر (۸۴خانوار) بوده‌است.